# 涼風 (駆逐艦)
| 涼風           | |
| 艦歴           | |
| 発注           | ②計画 |
| 起工           | 1935年7月9日 |
| 進水           | 1937年3月11日 |
| 就役           | 1937年8月31日 |
| その後         | 1944年1月25日戦没 |
| 除籍           | 1944年3月10日 |
| 要目（計画時） | |
| 排水量         | 基準：1,685トン |
| 全長           | 111m |
| 全幅           | 9.9m |
| 吃水           | 3.5m |
| 主缶           | ロ号艦本式缶3基 |
| 主機           | 艦本式オール・ギアードタービン2基2軸 42,000hp                                                                                    |
| 速力           | 34ノット |
| 航続距離       | 18ktで4,000浬 |
| 乗員           | 226名 |
| 兵装           | 50口径12.7cm連装砲 2基4門 50口径12.7cm単装砲 1基1門 13mm連装機銃 2基 61cm4連装魚雷発射管 2基8門 (魚雷16本) 爆雷投射機2基 爆雷×16 |

涼風（すずかぜ）は、日本海軍の駆逐艦。白露型の10番艦（海風型4番艦）である。第二次軍備補充計画（②計画）では海風型（改白露型）を14隻建造の予定であったが、軍縮条約脱退もあり「涼風」で建造を打ち切り、残りは設計を改め朝潮型として完成した。

## 艦歴

### 太平洋戦争以前
1935年（昭和10年）6月20日、日本海軍は浦賀船渠で建造予定の駆逐艦を「涼風」、三井造船の鴻型水雷艇を「雉」、浅野造船所の駆潜艇を「第三号駆潜艇」と命名した。同日附で2隻（涼風、雉）は艦艇類別等級表に登録される。
同年7月9日、「涼風」は浦賀船渠で起工。
当時の浦賀船渠では白露型2番艦「時雨」が竣工に向け艤装中（同年5月18日進水）。白露型6番艦「五月雨」が涼風起工3日前の7月6日に進水。白露型8番艦「山風」が同年5月25日に起工していた。
1937年（昭和12年）3月11日に進水。5月1日、日本海軍は井上良雄少佐（吹雪型駆逐艦「響」艦長）を涼風艤装員長に任命する（後任の響艦長は駆逐艦雷艦長竹内虎四郎少佐）。5月3日、浦賀船渠に涼風艤装員事務所を設置し、事務を開始する。
同年6月30日、浦賀船渠で「山風」が竣工。「山風」より約2ヶ月遅れて、「涼風」は8月31日に竣工した。主要幹部は、井上良雄少佐（駆逐艦長）、浅井秋生大尉（砲術長）、藤田淳大尉（水雷長）、西村定男大尉（航海長）、斎藤孝吉機関大尉（機関長）。同日附で艤装員事務所を撤去する。
竣工と同時の8月31日附で姉妹艦3隻（海風、山風、江風）の第24駆逐隊（5月31日附で編制。駆逐隊司令久宗米次郎大佐）に編入。定数4隻（海風、山風、江風、涼風）を揃えた第24駆逐隊は第二次上海事変（昭和12年）に投入され、中国大陸に進出した。
1938年（昭和13年）12月15日附で第24駆逐隊司令久宗米次郎大佐は迅鯨型潜水母艦2番艦長鯨艦長へ転任する。後任の24駆司令は中川浩大佐となった。同日附で涼風駆逐艦長井上良雄中佐も吹雪型「朝霧」艦長へ転任、後任の涼風駆逐艦長は田中正雄少佐（海軍水雷学校教官）。
1939年（昭和14年）11月15日、田中正雄中佐（涼風駆逐艦長）は海軍艦政本部部員へ転任。海軍水雷学校教官と海軍航海学校教官を兼務していた守屋節司少佐が涼風駆逐艦長に任命される。
1940年（昭和15年）9月16日、涼風駆逐艦長は守屋節司少佐から神山昌雄少佐（重巡愛宕水雷長）に交代（後日、守屋は陽炎型15番艦「野分」艦長。野分沈没時に戦死）。
10月11日、第24駆逐隊のうち2隻（涼風、江風）は紀元二千六百年記念行事に伴う観艦式に参加、第二列（長門、陸奥、伊勢、摂津、凉風、江風、村雨、春雨、夕立、五月雨、漣、綾波、浦波、初雪、白雪、吹雪）に配置されていた。
10月19日附で中川24駆司令は古鷹型重巡洋艦1番艦古鷹艦長へ転任。後任の24駆司令には第27駆逐隊司令松原博大佐が任命された。11月、第24駆逐隊は第二艦隊・第四水雷戦隊（司令官西村祥治少将：旗艦那珂）に編入された。
1941年（昭和16年）2月3日、「涼風」は演習中に「山風」と触衝し修理を行った。7月25日附で第24駆逐隊司令は平井泰次大佐に交代。

### 太平洋戦争緒戦
太平洋戦争開戦以後、「涼風」は南方部隊に属しレガスピー上陸作戦、ラモン湾上陸作戦に従事した。1942年（昭和17年）1月から蘭印部隊に属しタラカン攻略作戦、バリックパパン攻略作戦に参加した。2月3日-5日、マカッサル攻略部隊（軽巡洋艦長良、水上機母艦瑞穂、第8駆逐隊、第15駆逐隊など）は順次セレベス島スターリング湾に集結した。2月4日夕刻、「涼風」はスターリング湾外で哨戒中のところを米潜水艦スカルピンに雷撃された。右舷前部に魚雷1本が命中し機関室浸水、湾内に避退して応急修理をおこなった。戦死9名。2月7日、輸送船団に先行してスターリング湾を出港した第8駆逐隊と第15駆逐隊は敵潜水艦を発見するも見失った。さらに駆逐艦「満潮」（第8駆逐隊）は敵潜に対し爆雷攻撃を行い、効果確実を報告する。「満潮」が攻撃したのはスカルピンで、同艦は船団攻撃を諦めて退避した。損傷した「涼風」は佐世保に帰投し、7月まで修理を行った。
この間、第24駆逐隊は4月10日に第一水雷戦隊（司令官大森仙太郎少将：旗艦阿武隈）に編入。
4月15日、涼風駆逐艦長神山昌雄少佐は第四水雷戦隊附となり、若竹型駆逐艦3番艦「早苗」や睦月型駆逐艦8番艦「長月」艦長を歴任した柴山一雄少佐が、神山の後任として涼風駆逐艦長に補職される。神山少佐は4月27日附で白露型駆逐艦5番艦「春雨」艦長に任命され、続いて夕雲型駆逐艦10番艦「涼波」艤装員長および初代艦長となるが、ラバウル空襲における同艦沈没時に戦死した。
6月23日に姉妹艦「山風」が米潜水艦ノーチラスの雷撃で撃沈され、第24駆逐隊は白露型3隻（海風、江風、涼風）体制となった。7月14日、第24駆逐隊は第二水雷戦隊（司令官田中頼三少将：旗艦神通）に編入された。
7月30日附で第24駆逐隊司令は平井大佐から村上暢之助大佐に交代（平井大佐は8月15日附で軽巡洋艦夕張艦長）となった。

### ガダルカナル島の戦い
8月7日、アメリカ軍がガダルカナル島に上陸を開始してガダルカナル島の戦い、フロリダ諸島の戦いがはじまった。8月11日、横須賀を出港し空母千歳をトラックまで護衛。つづいて増援部隊指揮官田中頼三第二水雷戦隊司令官および二水戦各艦（神通、海風、涼風、江風《途中で船団から分離、ガ島へ先行》）、哨戒艇4隻（1号(旧島風)、2号(旧灘風)、34号、35号）は、ガダルカナル島上陸を目指す陸軍一木支隊第二梯団および海軍陸戦隊の輸送船3隻（ぼすとん丸、大福丸、金龍丸）の護衛を下令される。挺身隊（嵐、萩風、陽炎、谷風、浦風、浜風）と第二梯団はそれぞれトラックを出撃する。挺身隊は8月18日深夜にガ島へ到着、揚陸に成功した（一木清直大佐指揮下の同部隊は8月21日イル川渡河戦で全滅）。
8月24日、日米空母機動部隊対決（第二次ソロモン海戦）で日本海軍は空母龍驤を喪失、水上機母艦千歳が中破、アメリカ軍側は空母エンタープライズ中破という損害を受けた。しかし空母サラトガとガダルカナル島のアメリカ軍ヘンダーソン飛行場は健在であった。8月25日午前6時、ガ島砲撃を終えて北上してきた駆逐艦5隻（睦月、弥生、磯風、陽炎、江風）が涼風以下輸送船団と合流、直後に輸送船団は急降下爆撃機SBDドーントレスとB-17型爆撃機の空襲を受けた。2隻（駆逐艦睦月、輸送船金龍丸）が沈没、旗艦「神通」が炎上し戦闘不能となった。田中司令官は旗艦を「神通」から「陽炎」に変更、「涼風」を「神通」の護衛につけて2隻をトラック泊地へ退避させた。こうして輸送船団によるガ島揚陸作戦は中止され、第二次ソロモン海戦はアメリカ軍の勝利に終わった。
第二水雷戦隊司令官田中頼三少将は8月29日附で外南洋部隊増援部隊指揮官の任務を解かれ、第三水雷戦隊司令官橋本信太郎少将（旗艦「川内」）が増援部隊指揮官を継承した。
9月2日、上層部（連合艦隊、第八艦隊）の不興を買っていた村上大佐は第24駆逐隊司令を解任される。9月3日、第24駆逐隊新司令に陽炎型駆逐艦10番艦「時津風」駆逐艦長中原義一郎中佐（白露型4番艦夕立初代駆逐艦長）をあてる人事が決まる。中原中佐着任までの間、暫定的に村上大佐が指揮を継続することになった。
その後、第24駆逐隊は駆逐艦による高速輸送作戦（鼠輸送）に従事した。
10月中旬には第三戦隊（金剛、榛名）や第五戦隊（妙高、摩耶）によるガダルカナル島砲撃に参加、つづいて10月26日の南太平洋海戦に参加。
11月上旬、外南洋部隊増援部隊指揮官は三水戦司令官橋本信太郎少将から二水戦司令官田中頼三少将に交代。第二水雷戦隊は再び最前線に投入される。11月中旬の第三次ソロモン海戦における二水戦は、輸送船団の護衛に従事。
11月18日、姉妹艦「海風」が空襲で損傷、戦線を離脱する。11月25日、第24駆逐隊司令駆逐艦は「海風」から「江風」に変更された。
11月30日、第二水雷戦隊司令官田中頼三少将（旗艦長波）の指揮下、駆逐艦8隻（長波、高波、黒潮、親潮、陽炎、巻波、江風、涼風）という戦力は輸送任務のためガダルカナル島へ突入。ルンガ沖夜戦に参加した。
12月11日、第24駆逐隊（涼風、江風）は秋月型駆逐艦2番艦「照月」（第二水雷戦隊旗艦）の沈没に遭遇。
続いて12月18日、軽巡「天龍」（第十八戦隊旗艦。司令官松山光治少将）、駆逐艦4隻（涼風、磯波、荒潮、電）は輸送船2隻（愛国丸、護国丸）を護衛し、マダン上陸作戦に従事していたところ、米潜水艦アルバコアの雷撃で「天龍」が大破、「涼風」による曳航が試みられるも「天龍」は沈没した（第十八戦隊旗艦は「磯波」に変更）。
12月29日附で第二水雷戦隊司令官は田中頼三少将から小柳冨次少将（海軍兵学校42期）に交代した。

### 昭和18年前半の戦い
1943年（昭和18年）1月2日、増援部隊指揮官小柳冨次第二水雷戦隊司令官直率の駆逐艦10隻（警戒隊《長波、江風、涼風、巻波、荒潮》、輸送隊《親潮、黒潮、陽炎、磯波、電》）はガダルカナル島輸送作戦を実施。進撃中に空襲を受け「涼風」は至近弾により損傷、「電」の護衛下でショートランド泊地へ引き返した。
ラバウルで応急修理を行った。
1月21日、第二水雷戦隊司令官小柳冨次少将は負傷した木村進少将の後任として第十戦隊司令官へ転任。1月23日附で伊崎俊二少将（海兵42期）が第二水雷戦隊司令官に任命された（着任30日）。また二水戦から長良型軽巡洋艦2番艦「五十鈴」（第三次ソロモン海戦で損傷）が外れ、二水戦旗艦は同隊に復帰した「神通」に変更。応急修理を終えた「涼風」は、ガダルカナル島撤退作戦（ケ号作戦）に補給部隊の護衛艦として参加する。ガ島撤退作戦成功後の2月9日、「江風」が輸送船と衝突して損傷。第24駆逐隊は全艦が損傷状態となる。
2月12日、「涼風」をトラック泊地を出発。18日、佐世保到着。
2月24日、24駆司令駆逐艦は「涼風」から、修理を終えた「海風」に交代。「海風」は佐世保を出撃し、トラック泊地へ向かった。
佐世保海軍工廠は阿賀野型軽巡洋艦2隻（矢矧、酒匂）等の建造や、多数の艦艇の整備・修理を行っていた。「涼風」も修理を実施、4月、5月と修理を実施。
5月23日、涼風駆逐艦長柴山一雄少佐は第一水雷戦隊附となり、神風型駆逐艦9番艦「夕凪」艦長等を歴任した山下正男少佐が涼風駆逐艦長に補職される（柴山は6月9日附で駆逐艦「朝雲」艦長。レイテ沖海戦で同艦沈没。戦後、生還）。5月27日、「江風」は「涼風」より先に佐世保を出撃。
6月15日、第三戦隊司令官栗田健男中将の指揮下、第三戦隊（金剛、榛名）、第七戦隊（熊野、鈴谷）、空母3隻（龍鳳、大鷹、沖鷹）、軽巡「五十鈴」、駆逐艦部隊（第7駆逐隊《潮、曙、漣》、第16駆逐隊《雪風》、第17駆逐隊《浜風、谷風》、第27駆逐隊《時雨、有明、夕暮》、第24駆逐隊《涼風》、秋月型《新月》、夕雲型《清波》）という戦力で横須賀を出港、6月21日トラック泊地に到着した。
6月23日、第七戦隊司令官西村祥治少将は指揮下5隻（熊野、鈴谷、新月、涼風、有明）をひきいてラバウルへの輸送任務を実施、27日トラックへ戻った。「新月」は外南洋部隊増援部隊に編入され、ラバウルに残った。
6月27日、第24駆逐隊司令駆逐艦は「涼風」に変更となる。
6月末、重巡「鳥海」、護衛駆逐艦（雪風、涼風、江風、谷風）と共をラバウルへ進出中、「江風」は軸受故障によりトラックに引き返した。
7月上旬、ニュージョージア島の戦いが勃発。ニュージョージア諸島で日米双方が戦闘を繰り広げるなかの7月5日、コロンバンガラ島輸送の途中でクラ湾夜戦が勃発。日本艦隊は、支援隊（秋月型駆逐艦《新月：第三水雷戦隊司令官秋山輝男少将座乗》、第24駆逐隊《涼風》、第17駆逐隊《谷風》）、第一次輸送隊（望月、三日月、浜風）、 第二次輸送隊（天霧、初雪、長月、皐月）という編制だった。米軽巡洋艦ヘレナ撃沈に対し駆逐艦2隻（新月、長月《座礁放棄》）が沈没、秋山三水戦司令官と三水戦司令部も総員戦死した。「涼風」は被弾し損傷を受け、戦死者2名を出す。
7月8日、第24駆逐隊司令は中原義一郎大佐から久保田智大佐（海兵46期）に交代した（中原は8月20日より、夕雲型駆逐艦3隻《涼波、藤波、早波》で編成された第32駆逐隊司令）。
この前日、第三水雷戦隊司令官として伊集院松治大佐が任命される。だが第三水雷戦隊（旗艦、軽巡川内）は準備不足のため、第二水雷戦隊が投入される。
7月13日のコロンバンガラ島沖海戦で二水戦旗艦「神通」が沈没、同艦座乗の司令官伊崎俊二少将以下二水戦司令部が全滅した。そこで第四水雷戦隊が解隊され、同隊戦力（司令官高間完少将：旗艦/長良、第27駆逐隊《時雨、白露、有明、夕暮》、五月雨等）と二水戦残存艦艇を統合、新たな第二水雷戦隊を編成した。
7月21日に「涼風」と軽巡洋艦「長良」、重巡洋艦「愛宕」、「高雄」はトラックを出発し、7月26日に横須賀に入港。
「涼風」は同地で修理を行う。

### 昭和18年後半の戦い
1943年（昭和18年）8月15日、「海風」の修理が完了。同日附で阿賀野型軽巡洋艦2番艦「能代」が第二水雷戦隊に編入、二水戦旗艦は「長良」から「能代」に変更となった。
8月17日、主力部隊（戦艦3隻《大和、長門、扶桑》、空母《大鷹》 、巡洋艦3隻《愛宕、高雄、能代》、駆逐艦部隊《涼風、海風、秋雲、夕雲、若月、天津風、初風》）として呉を出撃し、8月23日トラックへ進出。トラック到着後、24駆司令駆逐艦は「涼風」から「海風」に変更された。
8月25日、第24駆逐隊（海風、涼風）は第十四戦隊司令官伊藤賢三少将（旗艦那珂）の指揮下、巡洋艦2隻（那珂、高雄）を護衛してラバウルへの輸送作戦に従事。27日にラバウルに到着して陸兵を揚陸すると、29日にトラックへ戻った。
9月16日、トラック泊地環礁内で二水戦（能代、海風、涼風）による戦闘訓練実施中、「涼風」は魚雷1本を喪失
9月18日、第三戦隊をブラウン環礁方面へ護衛した。10月には、第五戦隊をラバウルまで、第三戦隊をブラウン方面へ護衛。同月末には戦艦2隻（伊勢、山城）、空母2隻（隼鷹、雲鷹）、巡洋艦2隻（利根、龍田）、駆逐艦4隻（海風、涼風、谷風、曙）と共にトラック泊地から内地へ帰投した。
11月5日、米潜水艦ハリバットの雷撃で「隼鷹」が航行不能となり、「利根」に曳航されて呉へ戻った（呉へ戻った？　トラック発では？）。
この護衛任務中の10月31日、第24駆逐隊に朝潮型駆逐艦3番艦「満潮」が編入され、同隊は駆逐艦3隻（海風、涼風、満潮）編制となる。
11月6日、第24駆逐隊（海風、涼風）は佐世保に到着、入渠修理作業をおこなう。11月下旬、「満潮」が佐世保に到着。
12月3日、第24駆逐隊（海風、涼風、満潮）は柱島泊地に集結した。だが「満潮」は空母2隻（雲鷹、瑞鳳）護衛のため横須賀に回航され、別行動となった。
12月中旬から下旬にかけて、駆逐艦3隻（海風、涼風、潮）は輸送船4隻（日蘭丸、良洋丸、日美丸、但馬丸）の釜山からトラック泊地進出を護衛。12月26日夕刻にトラック泊地南水道着、翌朝到着。28日附で3隻（海風、涼風、潮）は内南洋部隊に編入され、海上機動第1旅団のマーシャル諸島進出を護衛することになった。なおマーシャル諸島に配備された各部隊は、1月下旬～2月上旬のクェゼリンの戦いおよびエニウェトクの戦いによって全滅した。

### 沈没
1944年（昭和19年）1月18日、ポナペ島方面の輸送を担当していた「涼風」はトラック泊地に帰投。「海風」もトラック泊地に戻った。
1月19日、連合艦隊より米潜水艦の雷撃を受けた空母「雲鷹」救援の命令を受け、駆逐艦3隻（白露型《海風、涼風》、不知火型《浦風》）は特務艦「明石」救難作業隊を「海風」に乗せてトラックを出撃するも、命令により2隻（涼風、浦風）は引き返した。
1月20日、給糧艦「伊良湖」と駆逐艦「皐月」はトラック泊地を出発するが、その日のうちに米潜水艦（シードラゴン）に雷撃される。「涼風」は「鳥海」等と共に、「伊良湖」救難のために出動した。
1月24日、特設運送船「興津丸」と「日豊丸」がトラックからブラウン環礁へ向け出発し、それを「涼風」と第三十三号駆潜艇が護衛した。

1月25日23時5分、「涼風」はポナペ島北東北緯09度00分 東経157度27分 / 北緯9.000度 東経157.450度地点もしくは北緯08度51分 東経157度10分 / 北緯8.850度 東経157.167度地点で、米潜水艦スキップジャックに雷撃されて沈没。山下駆逐艦長以下231名が戦死。生存者13名とも。
3月10日、「涼風」は白露型駆逐艦、
第24駆逐隊、
帝国駆逐艦籍
のそれぞれから除籍された。

## 歴代艦長
※『艦長たちの軍艦史』310-311頁による。階級は就任時のもの。

### 艤装員長
1. 井上良雄 少佐：1937年5月1日[13] - 1937年8月31日[15]

### 艦長
1. 井上良雄  少佐：1937年8月31日[15] - 1938年12月15日[19]
2. 田中正雄 中佐：1938年12月15日[19] - 1939年11月15日[20]
3. 守屋節司 少佐：1939年11月15日[21] - 1940年9月16日[22]
4. 神山昌雄 少佐：1940年9月16日[22] - 1942年4月15日[30]
5. 柴山一雄 少佐：1942年4月15日[30] - 1943年5月23日[70]
6. 山下正男 少佐：1943年5月23日[70] - 1944年1月25日戦死（同日附で海軍中佐に昇進）[122]